# Volvo B7L
Volvo B7L är ett låggolvsbusschassi tillverkat av Volvo Bussar mellan 1998 och 2005. Det fanns även i ledbussutförande, kallat Volvo B7LA.
Det har en 7-liters 6-cylindrig dieselmotor monterad stående på längden på vänster sida längst bak, bakom bakaxeln. Chassit är identiskt med Volvo B10L bak till en bit framför bakaxeln. Bussarna med Säffle-kaross, som inofficiellt kallades Volvo 5000, är till utseendet identisk med B10L-varianten, förutom att de har ett omdesignat asymmetriskt bakparti med en mindre bakruta placerad till höger om den bakre övre serviceluckan och med kylaren på vänster sida, bredvid motorn.
I Sverige fanns chassit endast tillgängligt med Säfflekaross i lättmetall (Volvo 5000). På andra marknader ute i Europa, och även i Finland fanns en variant byggd av Carrus i rostfritt stål (Volvo 7000), som aldrig såldes ny i Sverige. I många andra länder kunde även andra lokala tillverkare bygga karosser på chassit.
Golvhöjden bakom bakaxeln är lägre än hos B10L i och med att många komponenter placerades till vänster i motorutrymmet vid den stående motorn, istället för under golvet. Det genomgående låga och plana golvet vid dörrarna och i mittgången gör att även dörrarna bakom bakersta axeln kan användas smidigt av alla, vilket underlättar en del i tät stadstrafik.
Volvo B7L presenterades som prototyp 1998 och sattes i serieproduktion 1999, då det ersatte B10L i dieselutförande. I Sverige ersattes ledbussversionen av Volvo B7L av mitt/sidmotorchassit B9SALF inför årsmodell 2006 i slutet av 2005. Den normallånga 12-metersversionen av Volvo B7L fick ingen direkt ersättare på den svenska marknaden, då efterföljande normallånga hellåggolvsbussar endast hade gasdrift. Ville man ha en dieseldriven normallång buss i Sverige fick man därefter antingen välja normalgolvs- eller lågentrébussar i olika utföranden om man bortser från senare lanserade hybridbussar. Internationellt ersattes Volvo B7L av de dieseldrivna versionerna av Volvo B9L, vilket, i gasutförande, även ersatte gasdrivna Volvo B10L.
Volvo B7L tillverkades även som två- eller treaxlad dubbeldäckare i både vänster- och högerstyrt utförande i ett antal exemplar.
Enplansvarianterna av Volvo B7L fanns tillgängliga dels som tvåaxlade normallånga bussar eller som 18-meters treaxlade ledbussar.

## I trafik

### Sverige
I Sverige har busstypen sålts ganska blygsamt, speciellt jämfört med sina föregångare. De flesta operatörer har främst valt lågentréchassin som Volvo B10BLE med dieseldrift eller gasdrift alternativt Volvo B7RLE och Volvo B12BLE med dieseldrift för normallånga bussar i stadstrafik. I och med att Volvo B7L och B7LA heller aldrig fanns med alternativa drivmedel valde många operatörer istället låggolvsledbusschassit Volvo B10LA för ledbussar i stadstrafik, då detta chassi i slutet hade gasdrift.
Städer som haft Volvo B7L och B7LA är Eskilstuna, Gävle, Göteborg, Helsingborg, Karlstad, Norrköping, Stockholm, Umeå och Växjö samt i ett fåtal andra städer som vikariebussar.

### Övriga länder
I många länder i framförallt Europa har bussar på Volvo B7L/LA-chassi sålts med större framgång. I många fall med karosser från olika lokala karosstillverkare och även helbyggda bussar med Volvo 5000- eller 7000/7700-karosser har sålts i varierad skala; Volvo 5000 såldes endast som begagnad i och med att utrangerade exemplar från Sverige sålts till utlandet. Volvo 7000 såldes ny i ett antal länder i Europa och även i Finland, och har varit vanlig i många europeiska städer. I Danmark och i Storbritannien fanns ett antal dubbeldäckare för reguljär trafik på Volvo B7L-chassi. Dubbeldäckarchassit har även förekommit på sightseeing-bussar runtom i Europa.

## Galleri

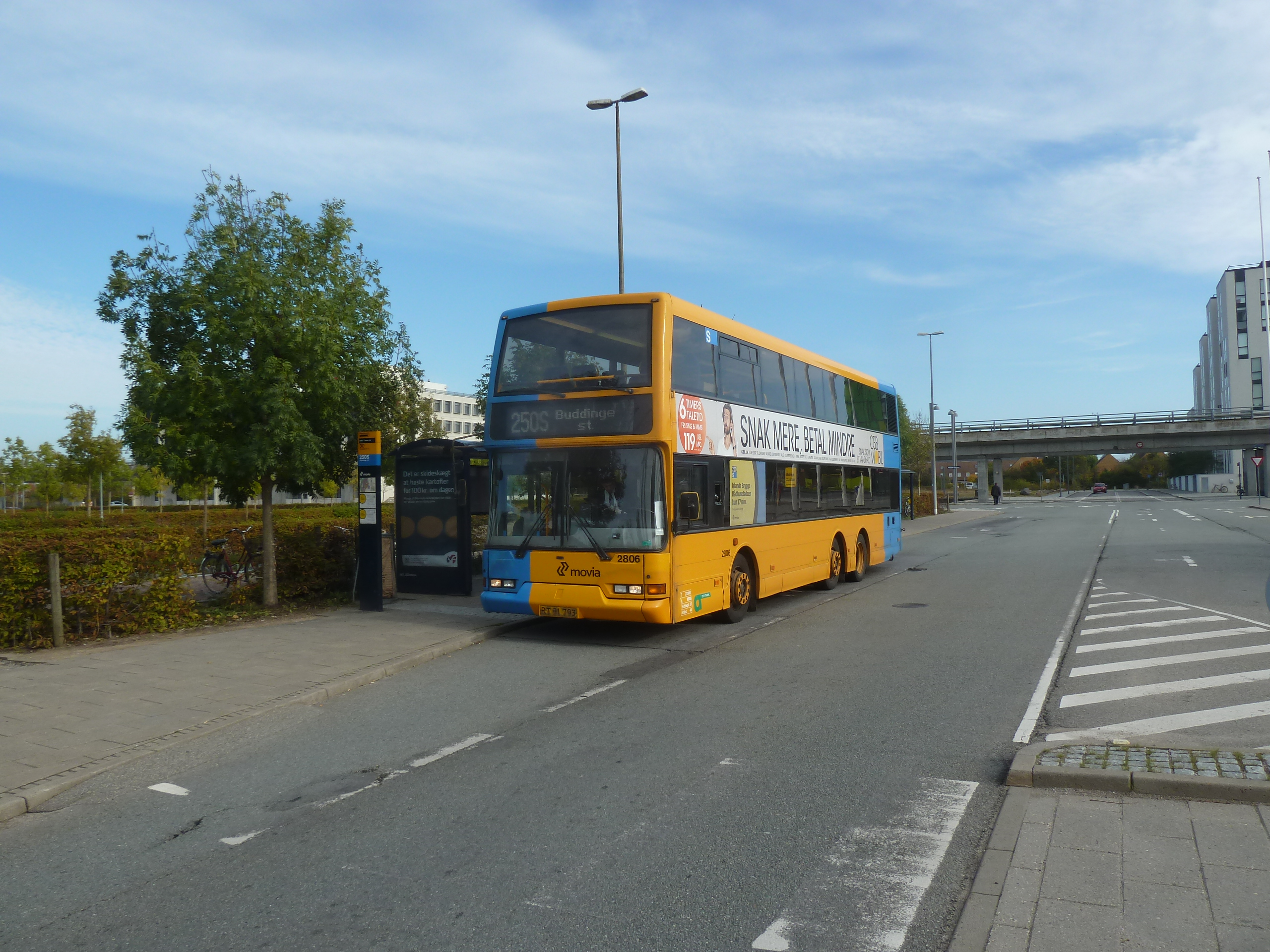
Dubbeldäckad Volvo B7L.
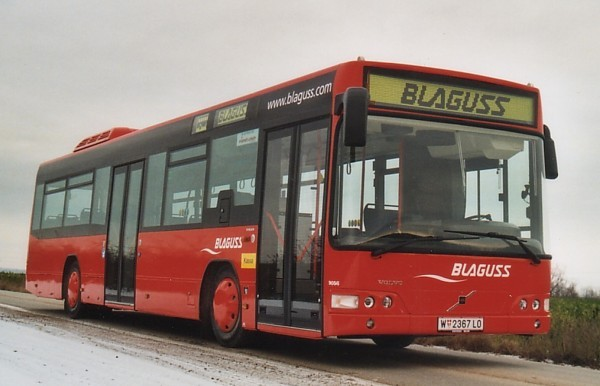
Volvo 7000 med Volvo B7L-chassi.